# MTV Icon

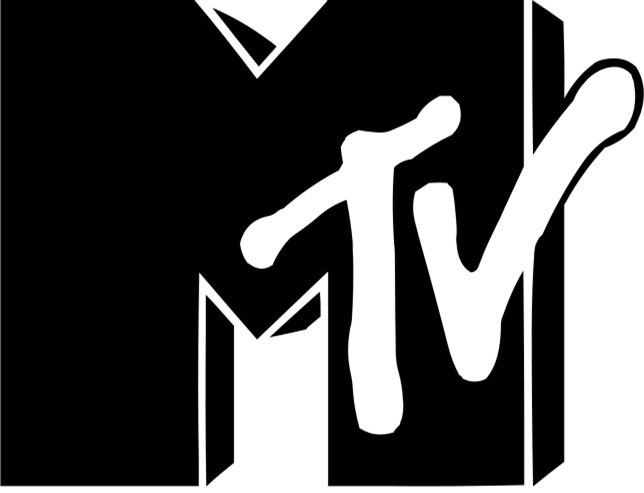
Logo MTV

MTV Icon – seria corocznych programów telewizyjnych produkcji MTV, nadawanych między 2001 a 2004 rokiem w formacie podobnym do Video Music Awards i Movie Awards. W każdym roku wybierano na „ikonę” artystę lub zespół, a muzykom, celebrytom i fanom przedstawiano biograficzny film wyprodukowany przez MTV przedstawiający historię danej „ikony”. W programie na żywo wypowiadają się znane osobistości z show-biznesu i nie tylko na temat danego artysty i zapowiadają covery wykonywane przez innych artystów. Na koniec występuje dana „ikona”.

## 2001: Janet Jackson

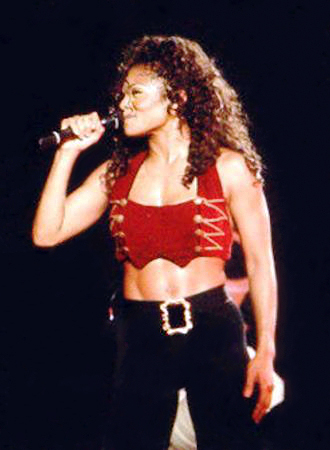
Janet Jackson

Artystka pop Janet Jackson została wybrana jako pierwsza na MTV Icon w 2001 roku, w Los Angeles. Na ceremonii wystąpili OutKast, Destiny’s Child, Macy Gray, *NSYNC, Pink, Usher, Mýa, i Buckcherry. Outkast wykonali własny utwór, „Ms. Jackson”, a inni artyści wykonali wersje coverowe utworów Janet Jackson.
| Wykonawcy         | Utwóry                                                                           |
| ----------------- | -------------------------------------------------------------------------------- |
| Outkast           | „Ms. Jackson”                                                                    |
| Destiny’s Child   | „Let's Wait Awhile”                                                              |
| Macy Gray         | „Love Will Never Do (Without You)”                                               |
| *NSYNC            | „That’s the Way Love Goes”                                                       |
| Pink, Usher i Mýa | medley z "Miss You Much", "Alright”, „The Pleasure Principle”, i „Rhythm Nation” |
| Buckcherry        | "Nasty”                                                                          |
| Janet Jackson     | "All for You”                                                                    |

## 2002: Aerosmith

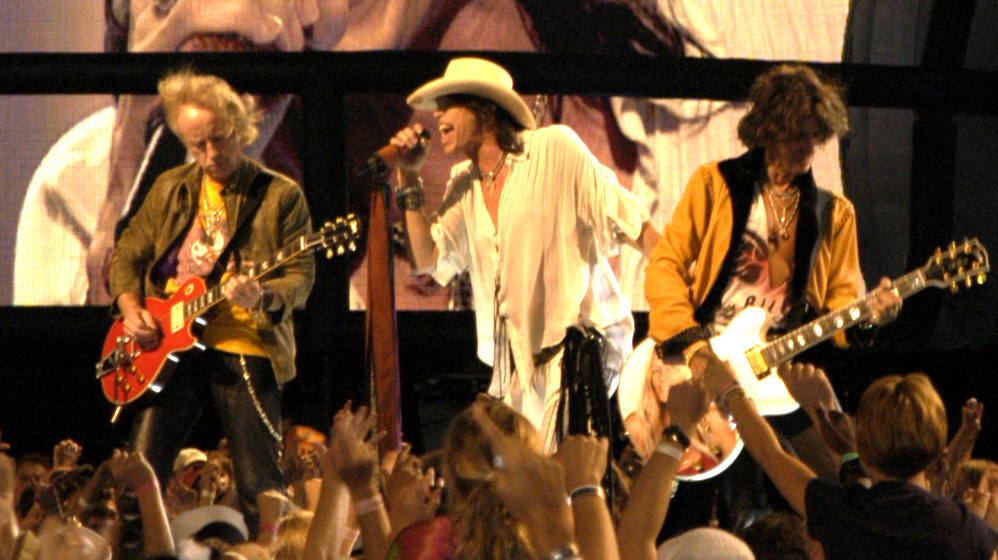
Zespół Aerosmith

W 2002 hardrockowy zespół Aerosmith został wybrany na drugą MTV Icon. Przewodniczący MTV Entertainment Brian Graden zaznaczył, że „Aerosmith jest jednym z tych nielicznych zespołów, które mają wpływ na historię MTV”.
Wystąpili The X-Ecutioners, Nelly, Ja Rule, DJ Clue, Sum 41, Pink, Shakira, Kid Rock, Train, i Papa Roach, na koniec z pięcioma utworami wystąpił Aerosmith.
| Wykonawcy                        | Utwory                                                                                          |
| -------------------------------- | ----------------------------------------------------------------------------------------------- |
| The X-Ecutioners                 | medley ze "Sweet Emotion”, „Dude (Looks Like a Lady)”, „Love in an Elevator”, i „Walk This Way” |
| Nelly, Ja Rule, DJ Clue i Sum 41 | „Walk This Way”                                                                                 |
| Pink                             | „Janie’s Got a Gun”                                                                             |
| Shakira                          | "Dude (Looks Like a Lady)”                                                                      |
| Kid Rock                         | medley z "Mama Kin” i „Last Child”                                                              |
| Train                            | "Dream On”                                                                                      |
| Papa Roach                       | "Sweet Emotion”                                                                                 |
| Aerosmith                        | "Movin’ Out”, „Toys in the Attic”, „Cryin'”, „Girls of Summer”, i „Train Kept A-Rollin'”        |

## 2003: Metallica

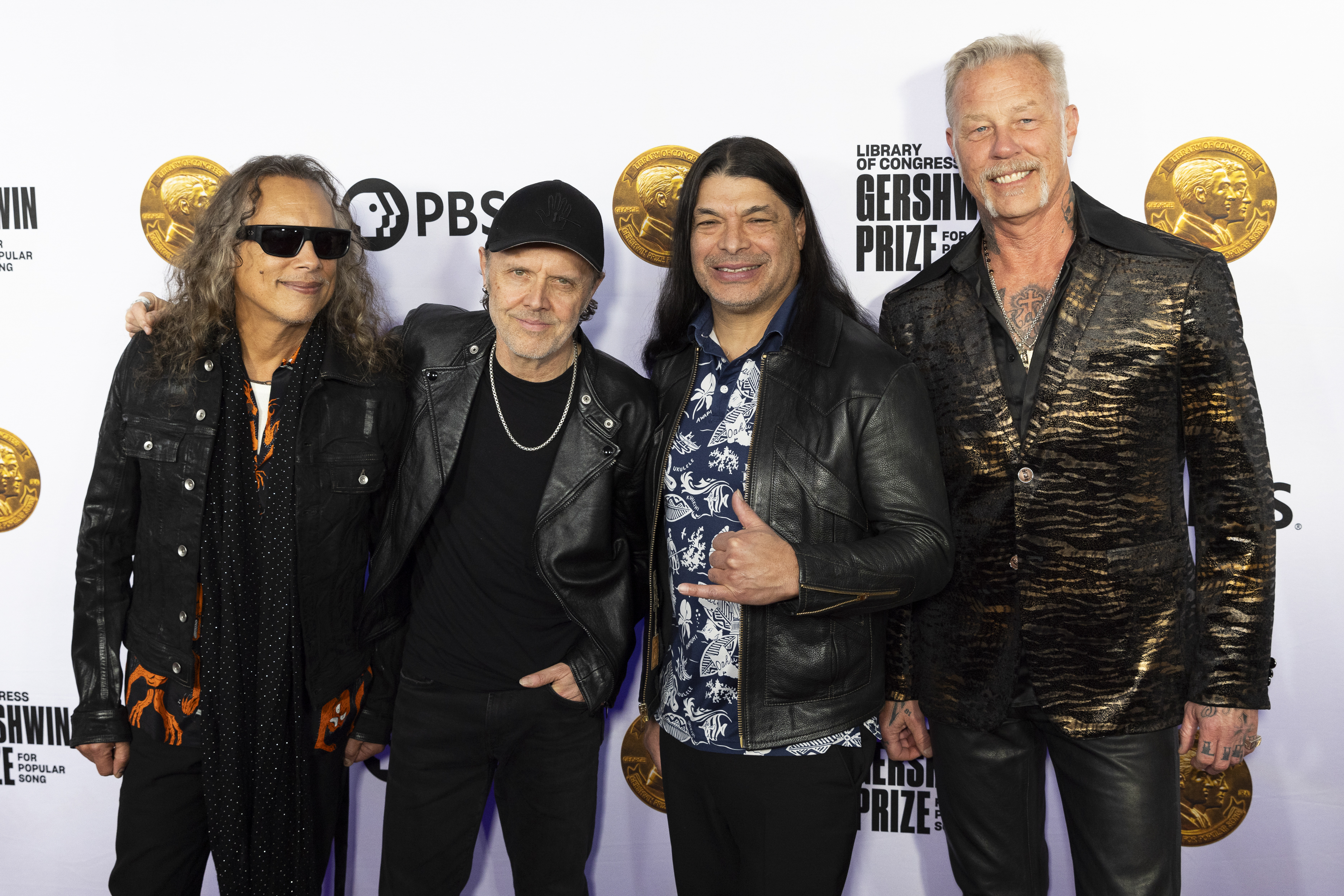
Metallica

Zespół heavymetalowy Metallica został wybrany MTV Icon w 2003 w Universal City. Zapoczątkował zespół Sum 41 miksem utworów Metalliki, po wejściu zespołu Lisa Marie Presley przedstawiła film o początkach zespołu Metallica, a po filmie wystąpił Staind z utworem „Nothing Else Matters”. Kolejny film o zespole, a po nim Shannon Elizabeth zapowiadała Avril Lavigne z utworem „Fuel”. Wejście Snoop Dogg z utworem Sad But True, a później Rob Zombie i Jolene Blalock zapowiadali kolejny film o zespole Metallica. Chester Bennington z Linkin Park i Travis Barker z Blink-182 zapowiadali zespół Korn z utworem „One”. Michelle Branch zapowiadała amerykańskich marines oraz kolejny film o Black Album. Jim Breuer żartuje z Jamesa i Larsa oraz wykonuje utwór specjalny, a później Iann Robinson z MTV i Jillian Barberie wprowadzają grupkę fanów, których zadaniem jest opowiedzenie jednym słowem za co kochają zespół Metallica. Limp Bizkit z utworem „Welcome Home (Sanitarium)”, a zaraz po nich Wes Scantlin zapowiadał kolejny film o Metallice. Na koniec Sean Penn zapowiadał zespół Metallica, który zagrał medley utworów z lat 1983 do 1991 oraz najnowszy singiel „Frantic”.
| Wykonawcy     | Utwory                                                                                            |
| ------------- | ------------------------------------------------------------------------------------------------- |
| Sum 41        | medley z „For Whom the Bell Tolls”, „Enter Sandman”, i „Master of Puppets”                        |
| Staind        | „Nothing Else Matters”                                                                            |
| Avril Lavigne | "Fuel”                                                                                            |
| Snoop Dogg    | "Sad But True”                                                                                    |
| Korn          | "One”                                                                                             |
| Limp Bizkit   | "Welcome Home (Sanitarium)”                                                                       |
| Metallica     | medley z "Hit the Lights", "Enter Sandman", "Blackened”, „Creeping Death”, „Battery”, i „Frantic” |

## 2004: The Cure

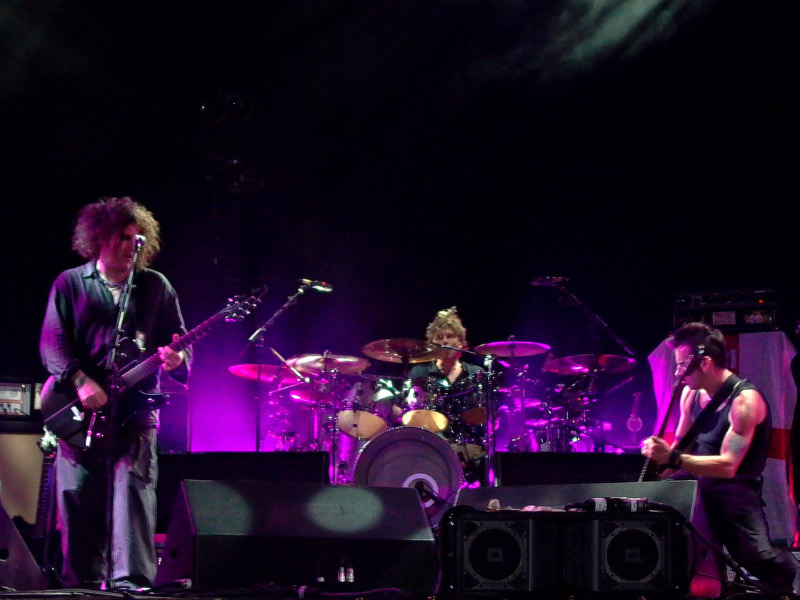
The Crue

W 2004 roku MTV Icon odbyło się w hali Old Billingsgate w Londynie gdzie czwartą MTV Icon został zespół The Cure. Występowali Blink-182, AFI, Razorlight, i Deftones wykonujący covery utworów The Cure. Frontman The Cure Robert Smith dołączył do Blink-182 na scenę do utworu „All of This”, której jest współautorem i wykonuje ją na albumie Blink-182. Pokazano wiele teledysków zespołu z całej ich kariery.
| Wykonawcy  | Utwory                                                       |
| ---------- | ------------------------------------------------------------ |
| Blink-182  | „A Letter to Elise”, „All of This” (z Robert Smith)          |
| AFI        | „Just Like Heaven”                                           |
| Razorlight | "Boys Don’t Cry”                                             |
| Deftones   | „If Only Tonight We Could Sleep”                             |
| The Cure   | „Friday I’m in Love”, „Taking Off”, i „10:15 Saturday Night” |